# Sint-Petrus-en-Pauluskerk (Calais)
De Sint-Petrus-en-Pauluskerk (Église Saint-Pierre-Saint-Paul) is een kerkgebouw in de Franse stad Calais.

## Geschiedenis
Deze kerk bevindt zich in de wijk Courgain maritime, wat zich binnen een fort uit 1623 bevindt en van de stad gescheiden is door een brede gracht. De wijk bleef lange tijd geïsoleerd van de stad totdat van 1881-1885 de stadsmuren werden geslecht.
De inwoners, voornamelijk schippers, hadden behoefte aan een eigen kapel, omdat de afstand tot de Onze-Lieve-Vrouwekerk erg groot was. In 1851 werd een zaal gehuurd waarin ook een kapel werd ingericht. Voor de zeer godsdienstige bevolking was de zaal echter te klein en in 1853 werd een grotere zaal in gebruik genomen. In 1864 werd de eerste steen voor een kerk gelegd en in 1867 werd de kerk in gebruik genomen, hoewel hij nog niet voltooid was. Het was een neogotisch gebouw. Op 10 mei 1940 werd de kerk geraakt door Duitse beschietingen. De gehele wijk werd door de bezetter tot verboden gebied verklaard en verviel tot een ruïne. De kerk bleek bovendien leeggeroofd te zijn.
In 1953 begon men met de wederopbouw van de wijk, maar de kerk werd niet meer als zodanig herbouwd. Wat er van resteerde werd gesloopt en in 1960 werd de eerste steen voor een nieuwe kerk gelegd. De kerk werd in 1964 ingewijd. 
In 1984 werd een orgel afgeleverd, feitelijk bedoeld voor de Onze-Lieve-Vrouwekerk. Maar daarvan was de herbouw nog niet ver genoeg gevorderd.

## Gebouw
Het werd een moderne kerk, gebouwd in gewapend beton, naar ontwerp van Georges Wiart. De kerk heeft een asymmetrische opbouw, want hij bestaat uit een schip en een enkele, lagere, zijbeuk, het geheel onder asymmetrisch zadeldak. Boven de ingang bevindt zich een roosvenster. Op het dak bevindt zich een kleine klokkentoren.
De glas-in-loodramen zijn het werk van Claude Blanchet.

## Folklore
De kerk is verbonden met de zeevaart. Talrijke ex voto's zijn aanwezig. Ook is er een gedenkplaat waarop zich de namen bevinden van de omgekomen schippers. Twee votiefschepen zijn in de kerk aanwezig. Het betreft de Corsaire, verdwenen bij hevige storm in 1902, en de Auguste-et-Marie, die vergaan is na de aanvaring met een stoomschip in 1886.
Vanuit de kerk worden diverse manifestaties georganiseerd: de wijding van de vloot, het feest van de reddingswerkers, en de Mis voor de overleden zeevaarders. 